# Batalla de Eisenach
La batalla de Eisenach (en húngaro: eisenachi csata) fue uno de los primeros conflictos armados luego de la muerte del Gran Príncipe húngaro Árpad. Probablemente el jefe húngaro Zolta o Szabolcs derrotó a los ejércitos aliados de Burcardo de Turingia, el conde Egino y  Rodolfo, Obispo-Príncipe de Wurzburgo. Todos los anteriormente mencionados fueron matados durante la batalla.

## Antecedentes del conflicto
Los húngaros, que llevaban un estilo de vida seminómada pagano, luego de arribar a la cuenca de los Cárpatos, habían tenido como costumbre realizar incursiones por territorios europeos, saqueando e incendiando aldeas. Llevaron a cabo varios enfrentamientos armados directos contra las fuerzas germanas, y entre ellos uno de los más importantes sería el que tuvo lugar en la región de Turingia el 3 de agosto de 908.

## La batalla
Los datos sobre la batalla son escasos, aunque lo que se sabe con certeza es que su conclusión implicó la muerte de todos los comandantes alemanes y generó gran preocupación al rey Luis el Niño, quien gobernaba por medio de un regente. 

## Consecuencias de la batalla
Después de este choque, las tropas húngaras continuaron avanzando exitosamente y logrando victorias como la de la batalla de Lechfeld en 910, y sufriendo pocas derrotas menores, entre ellas la de la batalla junto al río Eno en Baviera en 913. Los húngaros siguieron saqueando ciudades europeas hasta que sufrieron una de sus primeras derrotas importantes en la batalla de Merseburgo en 933. Finalmente, los húngaros recibieron uno de sus golpes finales de parte de Otón I el Grande en la batalla de Lechfeld de 955.